# Michael Karpovich
Michael Karpovich (russisch Михаил Михайлович Карпович/Michail Michailowitsch Karpowitsch; * 3. August 1888 in Tiflis; † 7. November 1959 in Cambridge) war ein russisch-amerikanischer Historiker an der Harvard-Universität. Er gilt als Vater der Russistik in den USA. 1950 wurde er in die American Academy of Arts and Sciences gewählt.